# Култура Азербејџана
Култура Азербејџанске Републике (азер. Azərbaycan mədəniyyəti) развила се под утицајем иранског, турског и кавкаског наслеђа, као и руског утицаја због свог бившег статуса совјетске републике. Данас, западни утицаји, укључујући глобализовану потрошачку културу, преовладавају.

## Историја
Азербејџан је модерно име историјског и географског региона на граници источне Европе и Западне Азије, а раније је био познат као Аран или Ардан у периодима разних персијских империја, или као Албанија од стране Грка. Ова област омеђена је Каспијским морем на истоку, руском регијом Дагестан на северу, Грузијом на северозападу, Јерменијом и Турском на југозападу и Ираном на југу. Азербејџан је дом разних етничких заједницама, од којих су већина Азери, етничка група која броји 10 милиона у независној Азербејџанској Републици.
Наслеђе, култура и цивилизација овог региона, данас позната као земља Азербејџан, има и древне и модерне корене. Верује се да су становници савремене земље Азербејџана наследници разних древних цивилизација и народа, укључујући аутохтона албанска племена као што су Скити и Алани, и касније и придошлих Огуз Турака, између осталих (треба имати на уму да неколико модерних народа Кавказа има своје заједничке претке једног истог древног народа).

### Кавкаска Албанија
Верује се да су кавкаски Албанци најранији становници земље изнад реке Арас, данас познате као Азербејџан. Рани освајачи укључивали су иранске ските у 9. веку пре нове ере. Јужни Кавказ је коначно потпуно асимилиран и освојен од стране персијских Ахеменида око 550. п. н. е. Зороастризам је већ био присутан међу Међанима у земљама испод и изнад реке Арас, и много пре него што су Ахемениди асимилирали ове земље у евентуално царство. Ахемениди су заузврат поражени од стране Александра Великог 330. године пре нове ере. Након пада Селеукида у Персији 247. п. н. е. и наследства Парта, кавкаски Албанци су основали краљевство у 1. веку пре нове ере и углавном су остали самостални под партијанском влашћу, све док Сасаниди нису од краљевства начинили провинцију 252. године. Кавкаски владар Албаније, краљ Урнејр, званично је усвојио хришћанство као државну религију у 4. веку наше ере, а Албанија ће остати хришћанска држава све до 8. века. Контрола Сасанида завршена је њиховим поразом од стране муслиманских Арапа 642. године, кроз муслиманско освајање Персије.

### Исламски период
Пре него што је Ислам стигао у регион, регион изнад реке Арас, данас познат као Азербејџан, Јерменија и Грузија, вековима је био под сасанидском иранском влашћу, а пре тога под партијанском иранском влашћу. Муслимански Арапи су поразили Сасаниде и Византијце док су марширали у кавкаски регион. Арапи су учинили кавкаску Албанију вазалном државом након што се хришћански отпор, на чијем је челу кнез Јаваншир, предао 667. године. Овога пута Арапи из Басре и Куфе дошли су у Аран и заузели земље које су аутохтони народи напустили; Арапи су постали елита која поседује земљу. Упркос непрестаним отпорима малих обима, већина становника Азербајџана прешла је у ислам. Касније, у 10. и 11. веку, курдске династије Шедадида и Равадида владале су деловима Арана.

### Селџуци и државе наследнице
Селџујски период историје Азербејџана био је можда чак и важнији од арапског освајања, јер је помогао у обликовању етнојезичке националности модерних азербејџанских Турака.
Након пропадања Абасидског калифата, територија Азербејџана била је под утицајем бројних иранских династија, као што су Салариди, Сајиди и Шедадиди. Међутим, почетком 11. века, територију су постепено захватили таласи огузских турских племена који потичу из централне Азије. Прва од тих турске династија су били Газнавиди из данашњег северног Авганистана, који су преузели део Азербејџана до 1030. године. Следили су Селџуци, западно племе Огуза који су покорили цели Иран и Кавказ и извршили притисак на Ирак, где су збацили Буиде у Багдаду 1055. године.

### Ширваншах
Ширван Шах или Шарван Шах, била је титула у средњовековним исламским временима азербејџанског народа. Ширваншах је успоставио династију која је владала Аранском регијом (данашња Азербејџанска Република) као и деловима Дагестана, и били су владари Ширвана, историјског региона данашње Азербејџанске Републике. Ширваншаси су успоставили најдужу исламску династију у исламском свету.

### Сафавиди и успон шиизма
Сафавид (Safaviyeh) био је суфијски религиозни поредак који је 1330. године основао шеик Сафи-ад-дин Ардабили (1252–1334), по коме је и поредак добио назив.
Овај суфијски ред отворено је прешао у хетеродоксну грану дванаестог шиитског ислама крајем 15. века. Неки следбеници Сафавида, нарочито Турци из Кизилбаша, веровали су у мистичну и езотеричну природу својих владара и њихов однос према кући Алија, и тако су ревносно били предодређени да се боре за њих. Сафавидски владари тврдили су да потичу од самог Алија и његове жене Фатиме, кћери пророка Мухамеда, преко седмог имама Муса ал-Казима. Број Кизилбаша повећао се у 16. веку, а њихови генерали су успели да воде успешан рат против државе Ак Којунлу и заузму Табриз.
Сафавиди, предвођени Исмаилом I, проширили су своју базу, освојили Баку 1501. године и прогонили Ширваншахе.

### Од иранске до руске владавине
Регион Арана је био под каснијим персијским империјама, а последња је била династија Кајар. Након њиховог пораза од стране царске Русије, Кајарска Персија је била приморана да потпише Гулистански споразум 1813. године, што је потврдило губитак територије Арана (данас познате као земља Азербејџан), Дагестана и Грузије до Русије. Локални канати су или укинути (као у Бакуу или Генџеју) или су прихватили руско покровитељство. Још један руско-персијски рат одиграо се у периоду 1826-1828. године, који је почео са поразом Руса, али је на крају довео до коначног пораза иранске војске. Руси су диктирали још једно коначно решење према Туркменчајском споразуму, што је резултирало тиме да су Персијски Кајари званично уступили све своје кавкаске територије 1828. године. Споразум је успоставио садашње границе царске Русије и Ирана и поделио азербејџански народ у две нације: Иран и Азербејџан. Све до 1918. године, регион је још увек био познат као Аран, све док Мусаватис није преименовао регион у Азербејџан, како би подсећао на историјско име иранске провинције Азербејџан. На територијама под руском контролом, успостављене су две провинције које сада чине главнину савремене републике - покрајина Елисаветпол (Генџе) на западу и покрајина Шамака на истоку.

### Азербејџанска демократска република
Након распада Руске империје 1917. године, независна република проглашена је у Тбилисију 28. маја 1918. године, након неуспелог покушаја да се успостави федерална Транскавкаска Република са Јерменијом и Грузијом. Ово је била прва Демократска Република основана у исламском свету.
Међу важним достигнућима Парламента било је проширење права гласа на жене, чиме је Азербејџан постао прва муслиманска држава на свету која женама дала једнака политичка права са мушкарцима. У овом постигнућу, Азербејџан је претходио чак и развијеним земљама као што су Велика Британија и Сједињене Државе. Још једно важно остварење АДР-а било је оснивање Државног универзитета у Бакуу, који је био први универзитет модерног типа основан у Азербејџану.

## Архитектура
Архитектура у земљи Азербејџана обично комбинује елементе Истока и Запада. Многа древна архитектонска богатства, као што су Девојачка кула у Бакуу и палата Ширваншах у Бакуу, представљају пример старе иранске архитектуре и преживљавају у модерној земљи Азербејџана. Међу осталим средњовековним архитектонским богатствима која одражавају иранске архитектонске корене у региону су палата Ширван шаха у Бакуу, палата Шаки кана у граду Шаки у северно-централном Азербејџану, храм Суракани на полуострву Апшерон, број мостова преко реке Арас и неколико маузолеја. У 19. и почетком 20. века створена је мала монументална архитектура, а у Бакуу и другде подигнуте су препознатљиве резиденције. Међу најновијим архитектонским споменицима, подземна железница у Бакуу је позната по свом раскошном декору.

### Развој у 19. веку
Најкарактеристичније одлике архитектуре Азербејџана у 19. веку биле су експанзија градова, примена руских урбанистичких принципа и развој генералних планова Генџеа, Шемаке и Бакуа.
Изградња напредних зграда, након што је северни Азербејџан припао Русији, имала је велики значај. Нове зграде као што су позоришта, школе, болнице и куће изграђене су средином 19. века. Успостављање и континуирани развој капиталистичких односа довело је до снажног утицаја на архитектонски развој Азербејџана. Посебности азербејџанске архитектуре могу се лако пронаћи у зградама у Бакуу које су изграђене у периоду развоја нафтне индустрије у 19. и 20. веку. Баку је постао један од највећих градова у Русији.

### Развој у 20. веку
Прва фаза архитектонског развоја у Азербејџану током совјетског периода односила се на изградњу радних насеља Бинагади, Расулзаде, Бакиханов, Монтино, Мамедјаров око Бакуа. Радна насеља у Абшерону су први примери младе совјетске архитектуре.
Током периода 1933-1936. године у Бакуу и другим градовима Азербејџана изграђено је више школа. Четвороспратне зграде, изграђене на пројектима С. Дадашова и М. Усејнова у Бакуу и другим градовима земље, издвајају се због изражајности архитектонских решења. За ове пројекте карактеристичне су класичне форме и традиције националне архитектуре.
Пројектовање и изградња насеља Нефт Дашлари (нафтни камен) - стубови и куће од челика на отвореном мору - најавило је почетак нове ере у послератној архитектури. Нефт Дашлари је изграђен након открића богатих нафтних поља у Каспијском мору 1949. године. Ово изванредно насеље укључује стамбене куће, културне објекте, надвожњаке, итд.
Нови период градитељства и архитектонског развоја Азербејџана почео је у Азербејџану шездесетих година. Баку, главни град Азербејџана, прерастао је у велику престоницу током ових година. То је било и време подизања прекрасних градитељских целина и напредних грађевина, које су дефинисале слику града.

## Биоскоп
Филмска индустрија у Азербејџану датира из 1898. године. У ствари, Азербејџан је био међу првим земљама које су почеле да се баве кинематографијом: није изненађујуће да се овај нови медиј ускоро појавио у космополитском nouveau-riche Бакуу на прелазу из 19. века.

## Кухиња
Азербејџанска кухиња је током векова била под утицајем хране различитих култура због политичких и економских процеса у Азербејџану. Ипак, данашња азербејџанска кухиња има препознатљиве и јединствене особине. Многе намирнице које су аутохтоне у земљи сада се могу видети у кухињама других култура. За Азербејџанце, храна је важан део културе земље и дубоко је укорењена у историји, традицијама и вредностима нације.

### Фестивал нара
Сваке године одржава се културни фестивал у Гејчају, Азербејџан познат као Фестивал нара. На фестивалу се налази азербејџанска воћна кухиња, углавном нар из Гејчана. На фестивалу се одржава поворка са традиционалним азербејџанским плесовима и азербејџанском музиком.
Фестивал нара се обично одржава током октобра.

## Плес
Постоје бројни азербејџански плесови, а сви народни плесови азербејџанског народа су стари и изузетно мелодични. Изводе се на свечаностима и плесачи носе фестивалску одећу. Имају веома брз ритам, тако да плесач мора бити веома вешт и покретљив.
Азербејџански национални плес показује карактеристике азербејџанске нације. Ови плесови се разликују од осталих плесова својим брзим темпом и оптимизмом. И ово говори о националној храбрости. Народна одећа Азербејџана добро је сачувана у националним плесовима.

## Народна уметност
Током древне историје Азербејџана, Азери су створили богату и препознатљиву културу, чији је главни део декоративна и примењена уметност. Овај облик уметности укорењен је у старо доба и представљен је широким спектром рукотворина, као што су лов, златарство, гравирање у металу, резбарење у дрву, израда ћилима, везење, ткање и плетење. Свакој од ових врсти декоративне уметности народ је веома наклоњен јер представља задужбину азербејџанске нације. Многе занимљиве чињенице које се односе на развој уметности и заната у Азербејџану забележили су бројни трговци, путници и дипломате који су у различита времена обишли ова места.

### Азербејџански ћилим
Азербејџански ћилими су производ Азербејџана, древног центра ткања ћилима. Азербејџан је од давнина познат као центар великог броја заната. Археолошка ископавања на територији Азербејџана сведоче о добро развијеној пољопривреди, сточарству, металургији и керамици, и последње, али не и најмање важно, ткање тог доба још у 2. миленијуму пре нове ере.
Азербејџански ћилими могу се сврстати под неколико великих група и мноштво подгрупа. Право научно истраживање азербејџанског ћилима повезано је с именом Латифа Керимова, истакнутог научника и уметника. Његова класификација односила се на четири велике групе ћилима са четири географске зоне Азербејџана, тј. Губа-Ширван, Генџе-Казах, Карабах и Табриз.

#### Бакуански ћилим
Бакуански ћилими су карактеристични због повећане мекоће материјала и интензивних боја, као и одличног уметничког укуса и изузетне декорације. Ова школа има око 10 композиција. Историјски извори и натписи на ћилимима сведоче о томе да је у овим селима била широко распрострањена израда ћилима и да се ћилим извозио ван земље. Састав ћилима често укључује медаљоне. Они су испуњени разним мотивима, најчешће стилизованим сликама биљака, које су изгубиле своју сличност са оригиналним објектом након што су биле геометризоване.

#### Генџејски ћилим
Генџејски ћилими су препознатљиви по особености својих композиција и украсних шара. Генџејски ћилими укључују релативно мали број композиција ћилима, све у свему између 8 и 20 узорака. Казашки ћилими покривају око 16 композиција са различитим узорцима. Казах, који се налази на северозападном делу Азербејџана, најпознатији је регион производње ћилима и такође је заслужан за казашке и борхалијске групе ћилима. Казашки ћилими имају геометријски орнаментални узорак, композиција није веома сложена и са фокусом је на шематски приказ геометријских образаца, биљака и животиња. Украсни декор генџејских ћилима је богат и разноврстан, са фокусом на геометријске мотиве као и шематски приказ биљака и животиња.

#### Карабашки ћилим
Карабашки ћилим је једна од пет главних регионалних група ћилима који се праве у Азербејџану и назван је по Карабах региону, који обухвата садашње Нагорно-Карабах и суседне равничарске територије ('низијски Карабах').
Карабашки ћилими имају 33 композиције. Због специфичности локалне овчје вуне карабашки ћилими се одликују дебелим и паперјастим влакном. Ови ћилими су карактеристичким по својим живописним и радосним бојама. Подељени су у четири групе: без медаљона, са медаљонима, намазлик и предметни ћилими. У планинском делу Карабаха ћилими су рађени у Малибеилију, Мураданлију, Дашбулаху, Јебраилу, Горадишу и многим другим селима.

#### Ширвански ћилим
Ширван је један од најстаријих историјских региона Азербејџана. Израда ћилима различитих типова је широко распрострањени занат како међу насељеним тако и међу номадским домороцима. Ширванској школи припадају ћилими произведени у следећим градовима и селима у региону Ширвана: Шемаха, Мараза, Акшу, Курдамир. Школа има укупно 25 композиција. У ову школу спадају и салијски ћилими, сличних уметничких и техничких особина. Ширванске ћилиме карактерише замршен дизајн, који приказује бројне артефакте свакодневног живота, птице и људе.

## Норвуз
Азербејџан је земља у којој су националне традиције добро очуване. Једна од најстаријих традиција народа у овој земљи је прослава Новруза који је драгоцени празник Нове године и пролећа. Он се слави на дан пролећне равнодневнице – 21–22. марта. Новруз је симбол обнове природе и плодности. Новрус, познат и као Нороз или Навруз у другим земљама, древна је прослава која је заједничка за народе који су били део преисласмких Персијских царстава.
Културне свечаности у Новрузу имају изражену сличност са онима у другим земљама региона, првенствено у Ирану. Припреме за Новруз започињу много прије празника. Као део припреме, која своје корене вуче из зороастријских уверења, у припреми за долазак Нове године, људи се чисте, саде дрвеће, праве нове хаљине, фарбају јаја, праве националне колаче као што су шекербура, паклава и велики и бројна друга јела домаће кухиње. Као што је традиционално и у другим земљама које славе Новруз, пшеница се пече са кишмишом (сувим грожђем) и горвугом (орашастим плодовима). Неопходно је да свака кућа има семени - клице пшенице. Као поклон обожавању ватре (древно зоарастријско веровање) сваког уторка четири недеље пре празника, деца скачу преко малих ватри и запале се свеће, што је традиција коју ова држава дели са Ираном, где се зове Чахар-шанбех сори. Уочи празника посећују се и чувају гробови рођака. 
Новруз је породични одмор. Увече, пред празник, читава породица се окупља око празничног стола са разним јелима како би Нову годину учинила богатом. Празник траје неколико дана и завршава се свечаним јавним плесом и другим забавама народних група, такмичењима националних спортова. У руралним подручјима обележавају се празници усева.

## Књижевност
Азербејџанска књижевност се односи на књижевност писану на азербејџанском језику, који је тренутно званични државни језик Републике Азербејџана и који говори око четвртине становништва Ирана. Његови најближи рођаци су турски и туркменски. Азербејџански језик је дијалекат огузке гране туркијских језика и као такав је међусобно разумљив са другим огузким дијалектима који се говоре у Турској, Ирану, Туркменистану, Грузији, Узбекистану, Авганистану, Русији, на Балкану и на Блиском истоку.
Важно је напоменути да је азербејџански турски језик настао са инвазијом и насељавањем таласа турских племена из централне Азије током неколико векова. Локални језик региона изнад и испод реке Арас био је мешавина иранског татског, талесијског и јерменског језика. Са све већом доминацијом турских владара, у језик региона је постепено улазио турски језик, што је резултирало оним што је у модерним данима познато као азербејџански језик.
Талесијски језик је и даље говорни језик у деловима Републике Азербејџан.
Као резултат језичке политике Совјетског Савеза, руски се такође обично говори као други језик у градским насељима.

### Класично доба
Осим епске приче о Деде Коркуту, која вероватно датира из 9. века наше ере и први пут је транскрибована до 14. века, најстарија позната фигура у азербејџанској књижевности био је Пур Хасан Асфараини, који је саставио диван који се састоји од персијских и турских газела. У персијским газелима он је користио своје име, док су његови турски газели били састављени под именом Хасан Оглу.
Незами Ганџави, рођен у Генџеу, сматра се највећим романтичним епским песником у персијској књижевности, који је персијски епу унео колоквијални и реалистички стил. Његово наслеђе је широко прихваћено и дељено од стране Азербејџана, Ирана, Авганистана и Таџикистана.
У 14. веку, Азербејџан је био под контролом туркијских племенских конфедерација Кара Којунлу и Ак Којунлу. Међу песницима овог периода били су Кади Буран ал-Дин, Хакики (псеудоним Џахан-шах Кара Којунлу) и Хабиби. Крај 14. века био је и период књижевних почетака Имададина Несимија, једног од највећих турских хуруфистичких мистичних песника с краја 14. и почетка 15. века и једог од најистакнутијих мајстора раног дивана у турској књижевној историји, који је такође компоновао поезију на персијском и арапском.

### Совјетска азербејџанска књижевност
Под совјетском влашћу, нарочито током владавине Јосифа Стаљина, прогоњени су азербејџански писци који се нису слагали са партијском политиком. Бољшевици су настојали да униште националистичку интелектуалну елиту успостављену током Азербејџанске демократске републике кратког трајања, а 1930-их су многи писци и интелектуалци у суштини претворени у гласнике совјетске пропаганде.

### Утицаји азербејџанске књижевности
Персијска и арапска књижевност су увелико утицале на азербејџанску књижевност, посебно у њеној класичној фази. Међу песницима који су писали на персијском језику и који су утицали на азербејџанску књижевност, могу се споменути Фердуси, Санаи, Хафиз, Саади Ширази, Атар и Руми. Арапска књижевност, посебно Куран и пророчке изреке, такође је одиграла важну улогу у утицају на азербејџанску књижевност. Међу песницима који су писали на арапском и који су утицали на азербејџанску књижевност, може се споменути Мансур ал-Халај који је имао велики утицај у суфистичкој књижевности исламског света.

### Новинарство
Године 1875. Акинчи (Əkinçi / اکينچی) постао је први азербејџански лист који је објављен у Руском царству. Покренуо га је Хасан бег Зардаби, новинар и заговорник образовања. Почевши од 1830-их, неколико новина је објављено у Ирану током владавине азербејџанске династије, али није познато да ли је било која од ових новина написана на азербејџанском језику.
У Азербејџанској Републици последњих година велики број азербејџанских новинара, блогера, адвоката и активиста за људска права је ухапшено и осуђено због критике на рачун председника Алијева и владиних власти.

## Музика
Музика Азербејџана укључује различите стилове који одражавају утицаје музике Ирана, Кавказа и Централне Азије. Азербејџанска музика је такође слична иранској и турској музици.

### Мугам
Класична музика Азербејџана зове се мугам, и обично иде у пакету са поезијом и инструменталним интерлудијима. Певана поезија понекад укључује тарир сегменте, који користе облик грленог певања сличног јодловању. Поезија је обично о божанској љубави и најчешће је повезана са суфијским исламом. За разлику од мугамске традиције земаља централне Азије, азербејџански мугам је слободнијег облика и мање ригидан; често се пореди са импровизованом џез певањем. Унеско је прогласио азербејџанску традицију мугама ремек-делом усмене и нематеријалне баштине човечанства 7. новембра 2003. године. Мејхана и мугам су једни од многих музичких традиција Азербејџана. Током мугама, певачи морају да трансформишу своје емоције у певање и музику. Певач мугама Алим Касимов је поштован као један од пет најбољих певача свих времена. Мејхана је својеврсна традиционална азербејџанска народа музика без пратње, коју обично изводи неколико људи импровизујући на одређену тему. Међу националним музичким инструментима налази се четрнаест гудачких инструмената, осам удараљки и шест дувачких инструмената.

#### Мугамски фестивал
Сваке године се одржава културни и музички фестивал који се одржава у Шакију, познат као Мугам фестивал.
Фестивал Мугам је основан и традиционално се прославља у азербејџанском граду Шуша. Последњи Мугам фестивал у Шуши одржан је 1988. године. Због сукоба у Карабах региону, Шуша је окупирана од стране јерменских снага 1992. године и сви Азери су побегли из града. Данас фестивал живи и одржава се у Шакију од новембра 1994. године. Сваке године хиљаде људи учествује на овом фестивалу.

### Мејхана
Мејхана је карактеристична азербејџанска књижевна и народна усмена традиција, која се састоји од песме без пратње коју изводи једна или више особа импровизујући на одређену тему. Име овог жанра потиче од традиционалног турског meyhane (механа), који је и сам настао из персијских речи mey (вино) и hane (кућа). Још од средњег века, механе су била места где су песници окупљали како би размењивали стихове на импровизовани начин, понекад се шалећи и омаловажавајући једни друге. На крају такмичења публика би утврдила који је песник импровизовао најелегантније и паметније стихове и прогласила га победником. Ова такмичења се могу поредити са савременим такмичењима за импровизацију поезије или чак са реп биткама.

### Музички инструменти
Међу инструментима који се користе у традиционалној азербејџанској музици су тар, каманче, уд, изворно барбат, као и саз; балабан са двоструким баластом, даире, цилиндрични двоструки бубањ нагара (гоч) и гоше нагара (накарех). Остали инструменти су гармон (мала хармоника), тутек (врста флауте), даф и нагара (бубањ).

### Ашици
Ашаци су путујући бардови који певају и свирају саз, облик лауте. Њихове песме су полу-импровизоване око заједничке базе.
Ашишка традиција у турским културама Анадолије, Азербејџана и средње Азије потиче из шаманистичких уверења древних турских народа.

## Национални празници
Најпознатији традиционални азербејџански празник је Новруз Бајрам, који је традиционална прослава древне Нове године. Новруз је породични одмор. Увече, пред празник, читава породица се окупља око празничног стола са разним јелима како би Нову годину учинила богатом. Празник траје неколико дана и завршава се свечаним јавним плесом и другом забавом народних група и такмичењима националних спортова. Током Совјетског Савеза, прослава Новруза је била генерално незванична, а понекад чак и забрањена. Од независности Азербејџана, Новруз је постао званични празник. Обично припрема за Новруз почиње месец дана пре празника. Сваки уторак у наредне 4 недеље посвећен је једном од четири елемента - вода, ватра, земља и ветар.
Други јавни и традиционални празници укључују Рамазан, Дан жена, Рамазан Бајрам, Гурбан Бајрам, Дан републике, Дан устава, Дан победе, Дан оружаних снага, Дан спасења, Дан заставе, и још много тога.
Дани комеморације и сећања укључују Црни Јануар, Масакр у Хојали и мартовске дане.
Државни симболи Азербејџана укључују осмокраку звезду, комбиновано са елементом ватре на грбу Азербејџана. Азербејџанска застава датира из периода касне Демократске Републике Азербејџан и постала је широко распрострањена током модерних времена. Народна химна Азербејџана садржи речи Ахмада Јавада, а музику је написао Узеир Хајибејов.

## Религија
Око 93% становништва Азербејџана је муслиманско, док око 5% становништва припада Руској православној цркви. Међу муслиманском већином, поштовање регилијских обичаја је релативно ниско, а муслимански идентитет се више заснива на култури и етничкој припадности, а не на религији. Муслиманско становништво чини отприлике 70% шиита и 30% сунита; разлике традиционално нису јасно дефинисане.
У главном граду Бакуу постоје прилично велике хришћанске и муслиманске заједнице; власти углавном дозвољавају овим групама да слободно обожавају своје богове.

### Ислам
Након распада Совјетског Савеза, све верске организације пале су у депресију и поделиле се на делове, док је верска организација Закавказја, муслимани на челу с Ахундом Аланшукуром Пашазадом, изабрали шејхулислам 1980. године и појачали своје деловање на цели Кавказ под именом Кавкаски одсек муслимана. Мере за имплементацију ових покушаја преузете су на десетој седници кавкаских муслимана одржаној у Бакуу 1998. године. Отварање представништва ЦМД-а у Грузији и Дагестану био је један од значајних корака у овој области.

### Хришћанство
Православље је тренутно у Азербејџану заступљено од стране руске и грузијске православне цркве. Руске православне цркве су груписане у Бакуу и Каспијској регији.
Римокатоличка црква у Азербејџану је део светске римокатоличке цркве, под духовним вођством папе у Риму. То је једна од најмањих католичких земаља у свету по броју присталица са само 400 верника од укупне популације од преко седам милиона. Око половине заједнице чине странци који раде као дипломате или раде за нафтне компаније.

### Јудаизам
Постоје три одвојене заједнице Јевреја (планински Јевреји, Јевреји Ашкенази и грузијски Јевреји) у Азербејџану, који заједно имају скоро 16.000 верника. Од њих, 11.000 су планински Јевреји, са концентрацијом од 6.000 у Бакуу и 4.000 у Губи, 4.300 су Ашкенази Јевреји, од којих већина живи у Бакуу и Сумгајиту, а 700 су грузијски Јевреји.

### Зороастризам
Историја зороастризма у Азербејџану сеже до првог миленијума пре нове ере. Заједно са другим територијама Персијског царства, Азербејџан је остао претежно зороастријска држава све до арапске инвазије у 7. веку наше ере. Име Азербајџан значи "Земља вечне ватре" у на средњоперсијском, име за које се каже да има директну везу са зороастризмом.
Данас је религија, култура и традиција зороастризма и даље веома поштована у Азербејџану, а Новруз је и даље главни празник у земљи. Зороастризам је оставио дубок траг у историји Азербејџана. Трагови религије су и даље видљиви у Атасгаху, Рамани, Хиналигу и Јанару Дагу.

## Културне реформе
Након стицања независности, Азербејџан је предузео важне мере широм земље да заштити културне вредности, унапреди културни живот и почео да сарађује са међународним организацијама у овој области. Азербејџански парламент је до сада усвојио низ важних законских аката у области културе. Ове одлуке су: “Обнова азербејџанске абецеде засноване на латиничном писму” (25. децембар 1991. године); “Масовни медији” (21. јул 1992. године); “Агенција за ауторска права Републике Азербејџан” (10. септембар 1993. године); “Оглашавање” (3. октобар 1997. године); “Култура” (6. фебруар 1998. године); “Заштита споменика историје и културе” (10. април 1998. године), “Грантови” (17. април 1998. године), “Слобода информисања” (19. јуни 1998. године), “Кинематографија” (3. јул 1998. године), “Скулптурне активности” (3. јули 1998. године), “Туризам” (4. јул 1999. године), “Урбанистичко планирање” (11. јун 1999. године), “Национални архивски фонд” (22. јун 1999. године), “Масовни медији” (8. фебруар 2000. године), “Музеји” (24. март 2000. године) “Издаваштво” и сл.
Правни основ заштите културних питања, посебно историјских и културних споменика, нису само локални законски акти, већ и међународни документи. Ови документи укључују Хашку конвенцију о заштити културних добара из 1954. године у случају оружаног сукоба, Конвенцију о начинима забране и спречавања незаконитог увоза, извоза и трансфера власништва над културним добрима из 1970. године, Конвенцију о украденим или незаконито извезеним културним објектима из 1995. године.
Министарство културе и туризма основано је 2006. године према уредби председника Азербејџана. Поред очувања националних културних вредности нације у земљи, Азербејџан сарађује са међународним организацијама као што су Уједињене нације, UNESCO, ISESCO и Европски савет како би добио подршку за формирање међународне културне политике. и активан је учесник разних међународних пројеката.
Азербејџан се придружио Европским данима баштине који су 2000. године покренули Веће Европе и Европска унија. У периоду 26-28. септембра 2003. године кампања Европских дана баштине одржана је у Азербејџану. Током ове кампање планирано је да се учествује у отварању споменика који су рестаурирани према међународним пројектима, као и да се прегледају споменици који се још увек обнављају, како би се представила изложба и каталог следећег (8.) фото искуства - Међународна иницијатива за фотографију, за спровођење Програма заједничког европског наслеђа и Европске кампање за културно наслеђе у школама и на универзитетима.
Тема Дана европске баштине одржаних у Азербејџану 2005. била је Цивилизације и мировни процеси. Кампања се састојала од два догађаја:
- Реализација Интернационалног фестивала Источни-западни Баку, која се обично одржава у независној форми, али је укључен у простор идеологије кампање 2005. године
- спровођење фото конкурса за децу и омладину у оквиру манифестације Фото-искуство 2005 и демонстрација резултата на Републичком форуму младих, поред дистрибуције каталога Фото-искуство 2005 из Барселоне.[42]

Азербејџан је постао члан Унеска 1992. године, а Национална комисија Унеска у Азербејџану у оквиру Министарства иностраних послова основана је према декрету бившег председника Хејдара Алијева 1994. године. Наслеђе Азербејџана постало је део светске баштине као резултат односа Азербејџана и Унеска. Азербејџан се придружио конвенцијама Унеска за "Очување културних вредности и наслеђа", "Признавање специјалности у високом образовању, дипломе и звања", "Очување нематеријалне културне баштине" и тако даље.
Два азербејџанска културна елемента укључена су у листу светске баштине:
- Стари град Баку са Ширваншаховом палатом и Девојачком кулом 2000. године;
- Гобустан национални парк 2007. године.[44]

Мугам је 2003. године уврштен у листу „Ремек-дело човечанства и нематеријалног наслеђа“. Поред тога, нематеријални културни елементи попу „Уметност азербејџанских ашика”, Норвуз, „Азербејџански ткани ћилим”, „Занатство и перформанс на тару“ „Келагаји“, „Човган“, Производња бакра у Лахију, Израда пљоснатог хлеба и култура дељења” уписани су у Унескову репрезентативну листу нематеријалне културне баштине.
У оквиру Унеска поводом „500 година од рођења Мухамеда Физулија“ (1996), „1300. годишњице Китабија“ организован је низ концерата, јубилеја, научних семинара и симпозијума, конференција и конгреса, састанака и свечаности. Године 2000. прослављена је „1300. годишњица Дада Горгуда”, а наредне, 2001. године, и “ 800. годишњице рођења Насрадина Тушија”. Потом је 2002. године обележена “200. годишњица рођења Мирзе Казимбеја”, а “ 100. годишњица рођења Мир Јалала Пашајева” 2008. године. Године 2013. прослављена је "900. годишњица достигнућа Машатија Гањавија", а исте године прослављена је и "100. годишњица музичке комедије Аршин Мал Алан Узеира Хаџибејлије" (2013) и др.
Унеско и Азербејџан су 2013. године потписали Оквирни споразум о сарадњи у области образовања, науке, културе и комуникација. Промовисање и развој сарадње са Унеском у наведеним областима на основу једнакости и узајамне користи је главни циљ овог Споразума.
Баку је проглашен престоницом исламске културе за 2009. годину због тога што је био домаћин 6. исламске конференције министара културе. Баку је био домаћин Светског форума о интеркултуралном дијалогу (2011, 2013, 2015. и 2017. године) који је покренуо Азербејџан и који су подржали Унеско, Алијанса цивилизација Уједињених нација, Савет Европе, Исламска образовна, научна и културна организација (Islamic Educational, Scientific and Cultural Organization; ISESCO) и Еуроњуз.